# Jonathan Sinclair
Jonathan Sinclair es un diplomático británico. Se desempeña como Alto Comisionado (embajador) del Reino Unido en Nueva Zelanda y Samoa, y como Gobernador de las Islas Pitcairn, desde agosto de 2014.

## Carrera

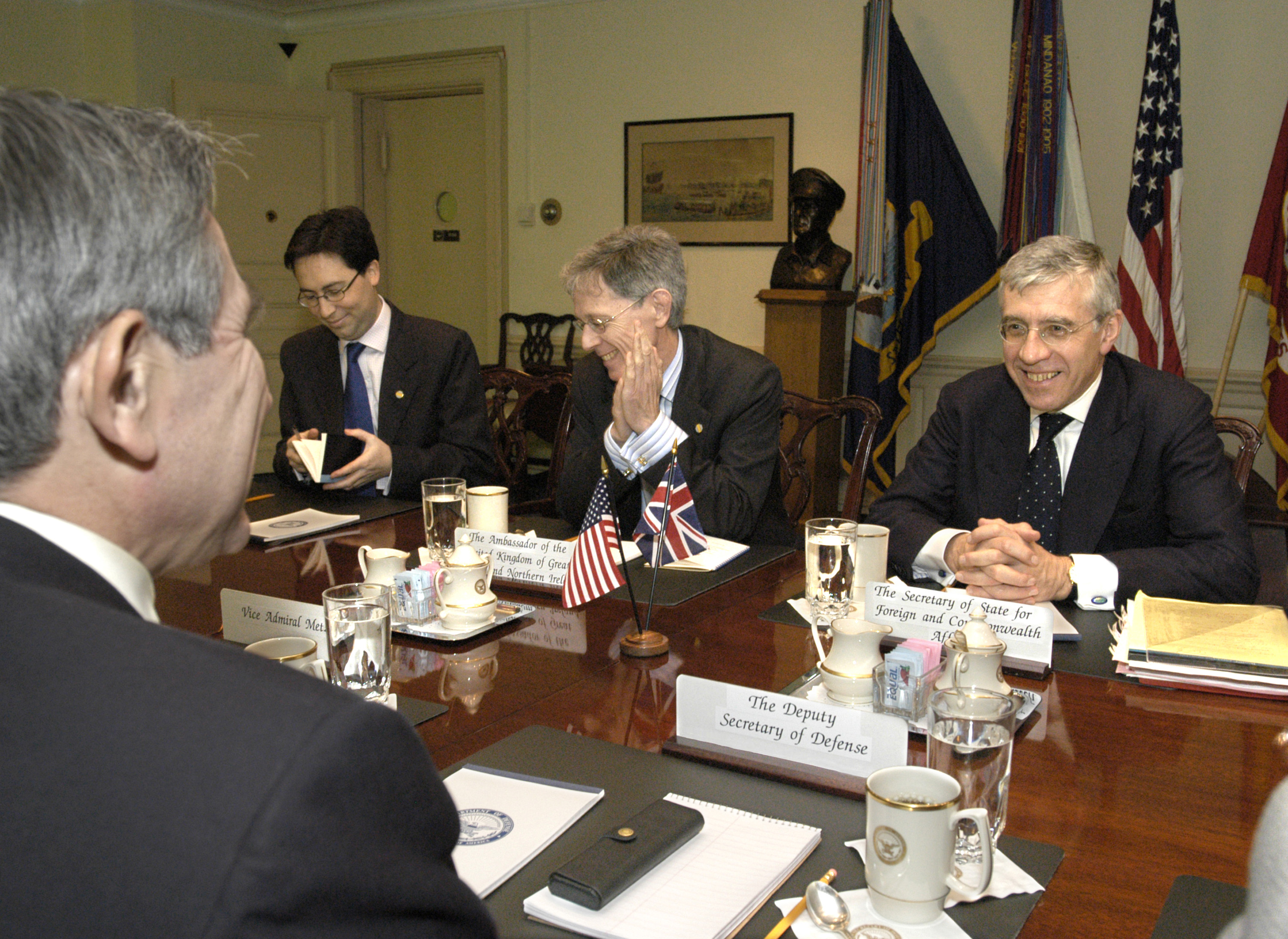
Sinclair en el Pentágono reunido con el embajador David Manning (Centro) El Secretario de Estado de Asuntos Exteriores y de la Commonwealth, Jack Straw (derecha) y el Subsecretario de Defensa Paul Wolfowitz (en primer plano)

Luego de realizar una maestría en Relaciones Internacionales, se unió al Ministerio de Relaciones Exteriores y de la Mancomunidad de Naciones (FCO) en 1996. Previamente había trabajo en medios de comunicación y asuntos de turismo. Desempeñó cargos dentro del ministerio y en las embajadas británicas en la India y los Estados Unidos. Entre 2002 y 2004 fue secretario privado del Secretario de Estado de Asuntos Exteriores John Straw.
En 2016 creó una reserva ecológica en las islas Pitcairn, que cuenta un plan de vigilancia de alta tecnología para evitar la pesca ilegal.
Ha sido nombrado como Teniente de la Real Orden Victoriana.
En cuanto a su vida personal, está casado y tiene tres hijos.